# کارکس ولپینویدئا
کارکس ولپینویدئا (نام علمی: Carex vulpinoidea) نام یک گونه از سرده جگن است.